# 田頭優子
田頭 優子（たがしら ゆうこ、1957年（昭和32年）11月26日 - 2015年（平成27年）6月2日）は、日本の作曲家。元名古屋音楽大学教授。

## 経歴・人物
北海道出身。名古屋音楽大学作曲学科卒業、東京芸術大学音楽学部作曲科卒業、同大学院修了。
日本作曲家協議会、日本現代音楽協会、日本音楽著作権協会正会員。
オーケストラ、室内楽、歌曲などの現代作品作曲の他、近年は、朗読と音楽を融合させた新しい分野の創作に取り組んだ。
交響楽振興財団作曲賞佳作、文化庁舞台芸術創作奨励賞佳作、日本音楽コンクール入選、芥川作曲賞最終ファイナリスト。

## 主要作品

### 音楽朗読作品
2004年
- 「ずっ〜とずっとだいすきだよ」朗読とピアノ / ハンス・ウィルヘルム 原作

2006年
- 「誄〜Rui」朗読とピアノ / 林望　原作

2007年
- 「100万回生きたねこ」朗読とピアノ / 佐野洋子 原作
- 「ごんぎつね」朗読、ピアノとヴァイオリン / 新美南吉　原作
- 「耳をすませば」より『私の独立記念日』朗読とピアノ / 今井登茂子 原作委嘱

2008年
- 「よだかの星」朗読とピアノ / 宮沢賢治 原作
- 「長崎の鐘」朗読、ピアノと合唱 / 永井隆 原作 / 田頭優子 台本
- 「新源氏物語」より『朧月夜』朗読とピアノ / 田辺聖子 原作 / 田頭優子 台本
- 「かわいそうな ぞう」朗読とピアノ / つちやゆきお 原作

2009年
- 「あらしのよるに」朗読とピアノ / きむらゆういち 原作
- 「11匹のねこ」朗読、ピアノと合唱 / 馬場のぼる 原作 / 田頭優子 詞

2010年
- 「初恋」朗読とピアノ / 島崎藤村 詩
- 「ハーモニーの海」朗読とピアノ / 今井登茂子 原作
- 「チロヌップのきつね」朗読、ピアノと合唱 / 高橋宏幸 原作 / 田頭優子 詩
- 「星の王子さま」朗読とピアノ / サン・テグジュペリ 原作 / 田頭優子 台本

### 管弦楽作品
1988年
- 「REVOLUTION」pour orchestre / 管弦楽 / 日本交響楽振興財団第10回作曲賞入選

1989年
- ＜Metamorphoses＞pour orchestre / 管弦楽 / 昭和63年度文化庁舞台芸術創作奨励賞佳作

1997年
- ＜LION......＞pour clarinette et orchestre / クラリネット&管弦楽 / 第8回芥川作曲賞最終ファイナリスト

### 室内楽作品
1989年
- 伊藤整の詩による「蕗になる」〜ソプラノと打楽器のための〜 / ソプラノと打楽器I II
- 「朝のめざめと食事のために」 / 弦楽四重奏、ヴィブラフォン、W.チャイム、アルパ、ピアノ、フルート(アルファー波分析による「ストレス解消のバイオ・ミュージック」シリーズ「働く女性のための音楽」CDに収録)
- 「くつろぎのティータイム」 / ヴァイオリンとピアノ(アルファー波分析による「ストレス解消のバイオ・ミュージック」シリーズ「働く女性のための音楽」CDに収録)
- ＜Metamorphoses＞pour violoncello seule / ヴァイオリン

1990年
- 「胎児とのおはなし」 / フルート、グロッケン、ヴァイオリン、ヴィオラ、チェロとコントラバス(アルファー波分析による、バイオ・ミュージックシリーズ「お母さんと赤ちゃんのためのバイオ・ミュージック」CDに収録)
- 「おっぱいごくん」 / 独奏ヴァイオリン、アルパ、ヴァイオリン2、ヴィオラ2、チェロ2、コントラバス2(アルファー波分析による、バイオ・ミュージックシリーズ「0才からのバイオ・ミュージック」CDに収録)
- ＜Lointain…＞pour Harpe seule / ハープ

1991年
- 「心身を美しくするために」 / フルート、ハープと弦楽四重奏 / アルファー波によるバイオ・ミュージック「ストレス解消の音楽」シリーズCDに収録(委嘱)
- 「バスタイム」 / マリンバとチェレスタ / アルファー波によるバイオ・ミュージック「ストレス解消の音楽」シリーズCDに収録(委嘱)
- 「見知らぬ友に...」弦楽四重奏のための / 弦楽四重奏(第60回日本音楽コンクール作曲部門室内楽入選作品)
- 「健康になる音楽」 / シンセサイザー
- ＜L'arc-en-ciel＞pour quatucr a cordes / 弦楽四重奏

1992年
- 「快適な朝のめざめと食事のために」 / 室内楽 / アルファー波によるバイオ・ミュージック「ストレス解消の音楽」シリーズCDに収録(委嘱)

1993年
- ＜Attendrir＞pour Shakuhachi seul / 尺八独奏
- 「無」pour Shakuhachi seul / 尺八独奏

1994年
- 「はるかなる地球〜テラ〜へ......」弦楽合奏のための / 弦楽合奏

1995年
- ＜Unir deux Solitudes＞pour violon seul / ヴァイオリン独奏
- ＜Et calme...＞ / クラリネット、マリンバと打楽器(委嘱)

1996年
- 「あたま山」 / クラリネットとパーカッション(委嘱)
- 「ハーモニー」3本のフルート、ファゴット、ピアノのために / 3本のフルート、ファゴットとピアノ
- 「4月の庭」フルート、ヴァイオリン、チェロ、ピアノのために / フルート、ヴァイオリン、チェロとピアノ(委嘱)
- 「優しき歌、ふりそそぎ......」pour clarinette et marimba / クラリネットとマリンバ

1997年
- ＜にちよう日の朝は、パパといっしょにフレンチトーストできまり！＞ / ピアノ
- ＜Attendrir......＞〜心を優しくして〜 / 尺八

1998年
- 「過ぎし日に...」 / ピアノ独奏
- 「GREEN」「Il pleure dans mon soeur」pour Soprano,Flute et Harpe / ソプラノ、フルートとハープ

1999年
- 「霧の彼方へ」ヴァイオリンとピアノのためのヴァイオリンとピアノ 15分

2000年
- ＜Letemps doux…＞pour REONA（stereo） / コンピュータミュージック

2001年
- 「霧の彼方へ」ヴァイオリンとピアノのための（改作） / ヴァイオリンとピアノ
- 1人のトランペット奏者と電子音のための「時の翼」 / 電子音と生楽器との室内楽

2003年
- TRIO「夢」pour clarinetto en sib alto et piano / クラリネット、ヴィオラとピアノ
- 「CONCERTO」for Bassoon and 3 Violoncellos / ファゴットと3本のチェロ

2005年
- "La Nuit en coeur"（心の中にある夜）pour Orchestre a conds / 弦楽合奏

2008年
- Dream"夢" / フルート2本、ピアノ、ホルン、コントラバス
- 「月の雫」 / フルート3本、クラリネット、ギター2本

2010年
- 「ねえ、ママ、きいてよ」 / ピアノソロ

### 歌曲
2002年
- 「みそはぎ」
- 「わらい」
- 「木」 / ソプラノとピアノ / 金子みすゞ 詩

2007年
- 「木」
- 「星とたんぽぽ」
- 「金魚のお墓」
- 「打ち出の小槌」
- 「私と小鳥と鈴と」 / ソプラノとピアノ / 金子みすゞ 詩

2008年
- 「男の子なら」 / ソプラノとピアノ / 金子みすゞ 詩

2009年
- 「女王さま」
- 「見えないもの」
- 「りこうな桜んぼ」
- 「ながい夢」
- 「海とかもめ」
- 「花の名まえ」
- 「林檎畑」
- 「冬の星」
- 「夜なかの風」
- 「露」 / ソプラノとピアノ / 金子みすゞ 詩

### 合唱曲
2008年
- 「星とたんぽぽ」 / 二部合唱 / 金子みすゞ 詩

2009年
- 「みそはぎ」
- 「わらい」 / 二部合唱 / 金子みすゞ 詩